# 1901-es magyar atlétikai bajnokság
Az 1901-es magyar atlétikai bajnokságot – amely a 6. magyar bajnokság volt, újabb két versenyszámmal bővítették a programot, bekerült a 440 yardos síkfutás és a 120 yardos gátfutás.

## Eredmények

### Férfiak
| Versenyszám  | Arany                    | Arany   | Ezüst                          | Ezüst   | Bronz                           | Bronz   |
| ------------ | ------------------------ | ------- | ------------------------------ | ------- | ------------------------------- | ------- |
| 100 yard     | Koppán Pál Magyar AC     | 10,6    | Schubert Ernő MUE              |         | Thaly Ernő Magyar AC            |         |
| 440 yard     | Speidl Zoltán BEAC       | 54,4    | Niessner Aladár Magyar AC      |         | Bötz Sándor BTC                 |         |
| 1 mérföld    | Gillemot Ferenc MFC      | 4:47,0  | Strohschneider AC Sparta Praha |         | Brédl Pál Magyar AC             |         |
| 120 yard gát | Vargha Pál BEAC          | 18,6    |                                |         |                                 |         |
| távolugrás   | Schubert Ernő MUE        | 627 cm  | Strausz Gyula BEAC             | 608 cm  | Vargha Pál BEAC                 | 596 cm  |
| súlylökés    | Crettier Rezső Magyar AC | 12,20 m | František Viskocil AC Plzeň    | 11,80 m | František Janda AC Sparta Praha | 11,19 m |

### Magyar atlétikai csúcsok
- Hármasugrás 13,22 m Fedett pályás világcsúcs (nh) Mező Béla Budapest 1901. 12.08.
- (nh)=nem hitelesített